# Geografia de la República Popular de la Xina

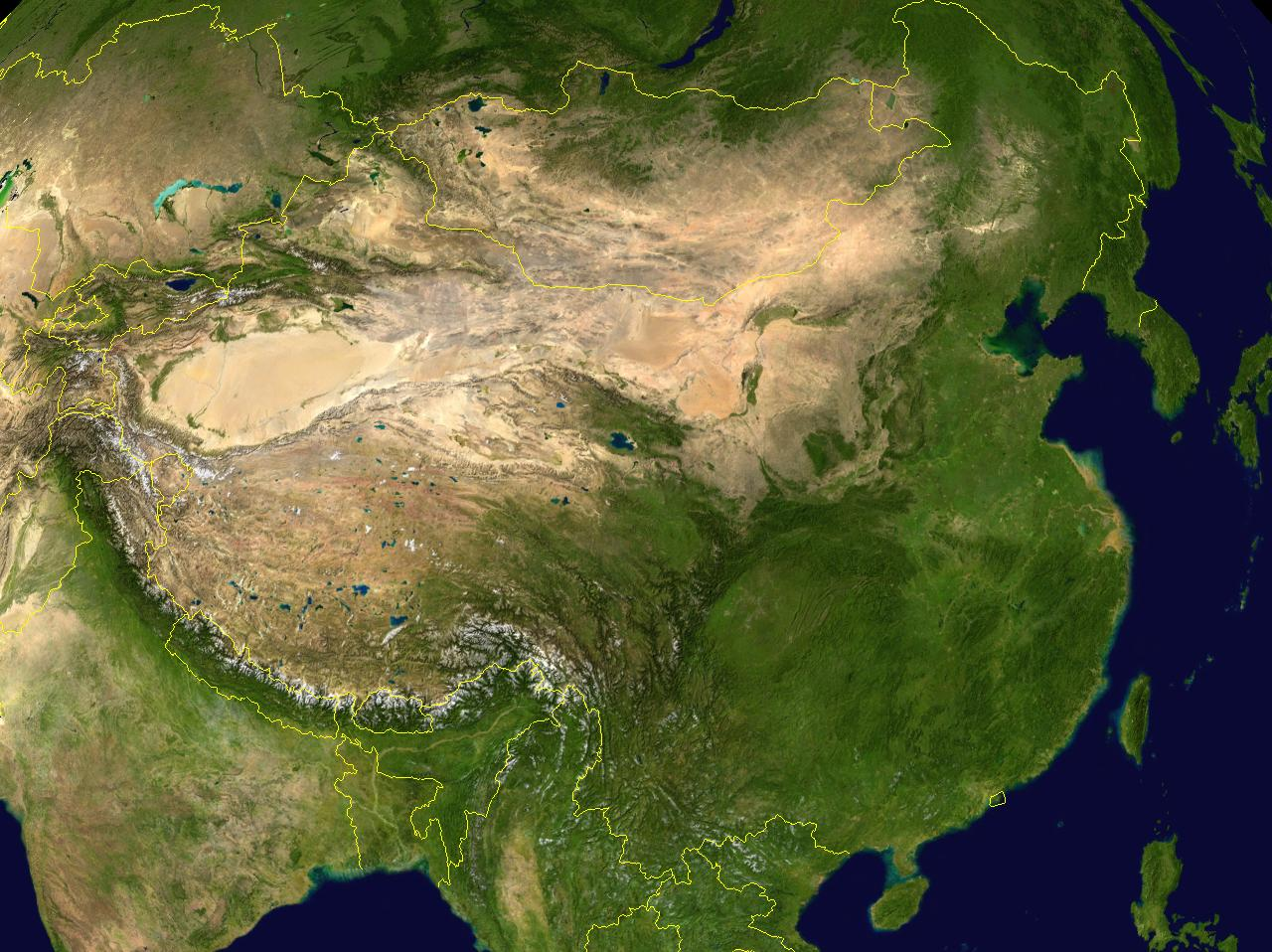
Imatge de satèl·lit de la Xina.

La República Popular de la Xina (RPX) és el segon país més extens d'Àsia, després de Rússia, i el tercer o quart més extens del món. La incertesa quant a la seva superfície és deguda a les disputes territorials entre la Xina i l'Índia, en específic Aksai Chin i l'Extensió Trans-Karakoram, i als mètodes utilitzats per calcular la superfície dels Estats Units. La Xina té fronteres polítiques amb catorze països: Vietnam, Laos, Birmània, l'Índia, Bhutan, el Nepal, el Pakistan (en el territori disputat per l'Índia del Caixmir), l'Afganistan, el Tadjikistan, el Kirguizstan, el Kazakhstan, Rússia, Mongòlia i Corea del Nord.

Mapa topogràfic d'Àsia Oriental, amb les macroàrees històriques de la Xina descrites.

Atesa la seva extensió territorial la Xina conté una gran varietat de paisatges i zones climàtiques. A l'est, al llarg de la costa de la mar Groga i de la mar de la Xina Oriental, hi ha planes al·luvials amb una alta densitat de població. La zona costanera de la mar de la Xina Meridional és més muntanyenca i al sud de la Xina domina l'orografia de petites serralades. Al centre de l'àrea oriental hi són els deltes dels rius més grans: el riu Groc i el Yangzi. Altres rius importants són el Riu de les Perles, el Mekong, el Brahmputra, l'Amur, el Huai He i el Xi Jiang.
A l'oest dominen les grans serralades, sobretot l'Himàlaia, la major altitud de la qual és el munt Everest, i pels altiplans que caracteritzen la major part del paisatge àrid dels deserts del Takla-Makan i el Gobi. Atesa la sequera i les pràctiques agrícoles perjudicials, les tempestes de sorra són comunes durant la primavera. L'expansió del desert de Gobi és la causa principal d'aquestes tempestes que afecten el nord-est xinès, i fins i tot Corea i el Japó.
Tot i les polítiques i regulacions ambientals aprovades des de 1979, el medi ambient a la Xina continua deteriorant-se, ja que les comunitats cerquen el desenvolupament econòmic sovint a costa de l'ambient. A més, encara que la Xina ha ratificat el Protocol de Kyoto, com a país en vies de desenvolupament no té cap limitació a les seves emissions de carbó. Atesa la seva ràpida industrialització, la Xina s'està convertint en un dels emissors més grans de gasos de carbó que contribueixen a l'escalfament global.

## Relleu

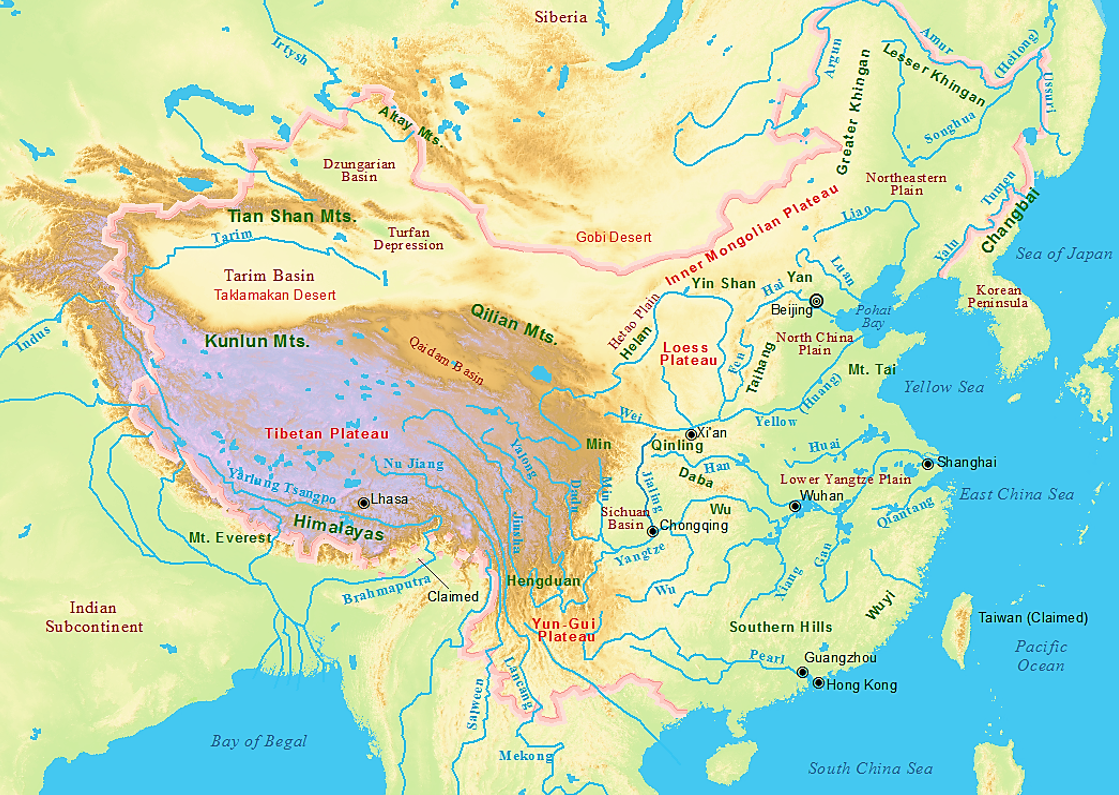
Relleu de la Xina

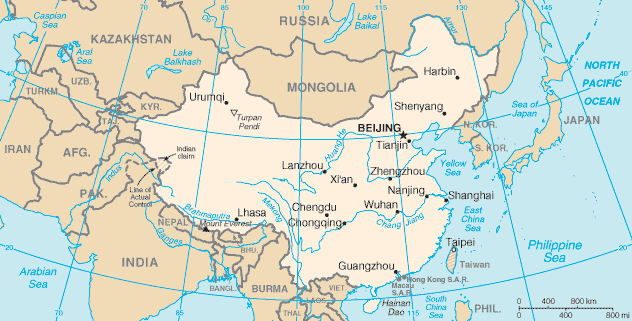
Mapa de la Xina.

El territori de la Xina és molt divers però està, sobretot, marcat per les muntanyes, el 40% del territori xinès té més de 2.000 metres d'altitud, i els deserts (que ocupen l'11,4% del país). Els geògrafs distingeixen en general tres grans conjunts escalonats, amb un gradient decreixent d'altitud d'oest a est. Un escarpament continental que s'estén des del Gran Khingan a l'Altiplà Yunnan-Guizhou passant per les Muntanyes Taihang, separa les àrides planes del nord i oest de les fèrtils planes de l'est, on es concentra la gran majoria de la població i l'agricultura intensiva.

### L'oest de la Xina: muntanyes, alts altiplans i depressions
Les muntanyes a la Xina es troben entre les més elevades d'Àsia i del món. Els principals rius del país tenen allí el seu naixement.
L'Himàlaia separa el món xinès (al nord), del món indi (al sud). La cadena aconsegueix un màxim de 8.850 m a l'Everest, situat a la frontera xinès-nepalesa. Cap al nord es troba l'altiplà tibetà, vorejat pel Karakorum i les muntanyes Kunlun. Aquestes últimes es divideixen en diverses branques segons avancen cap a l'est des de l'altiplà de Pamir. Les branques nord, l'Altyn Tagh i el Qilian Shan, formen la vora de l'altiplà tibetà i voregen la conca de Qaidam, una regió desèrtica i molt pantanosa que té nombrosos llacs de sal. La branca sud de les muntanyes Kunlun divideix la conca del Huang He i la del riu Yangtze.
El nord-oest de la Xina està ocupat per dues conques desèrtiques separades per la cadena de Tian Shan: al sud, la conca de Tarim, la més gran del país, rica en carbó, petroli i minerals i la Zungaria al nord. Finalment, la frontera amb Mongòlia està marcada pel massís de l'Altai i el desert de Gobi, que s'estén al nord de les muntanyes Qinling. El corredor de Gansu, a l'oest de la corba del Huang He, va ser un dels principals eixos de comunicació amb l'Àsia central.

### La diversitat del centre

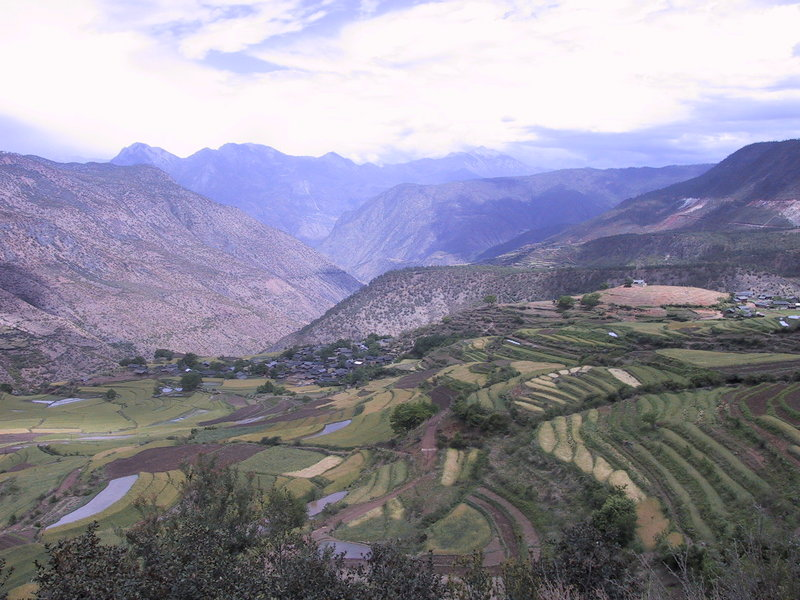
Paisatge de les muntanyes de Yunnan.

El centre de la Xina és, de mitjana, menys elevat que les regions occidentals del país. El relleu està format per muntanyes mitjanes, altiplans, pujols i depressions. No obstant això, es poden distingir diversos subconjunts sovint compartimentats.
Al nord de la Gran Muralla Xinesa hi ha l'altiplà de Mongòlia a una altitud mitjana de 1.000 metres; és travessat d'est a oest per les muntanyes Yin del voltant de 1.400 metres d'altitud. Al sud es troba l'altiplà més gran de loess del món, amb una superfície de 600.000 km² a cavall entre les províncies de Shaanxi, Gansu i Shanxi, així com una part de la regió autònoma de Ningxia.
Al sud de les muntanyes Qinling es troben les regions densament poblades i altament industrialitzades de les planes del Yangtze, així com aigües amunt la conca de Sichuan.
Secundària a les muntanyes Qinling, mentre que és una frontera interior, la cadena de Nanling és la més meridional de totes les cadenes que travessen el país d'est a oest. Al sud de Nanling, el clima tropical permet dues collites d'arròs a l'any. Al sud es troba la conca del riu Perla. A l'oest, l'altiplà de Yunnan-Guizhou s'eleva en dues fases, arribant respectivament a 1.200 i a 1.800 metres sobre el nivell del mar, en direcció a les muntanyes que marquen la frontera oriental de l'altiplà tibetà.
La part sud d'aquest conjunt es caracteritza per la seva altitud: Yunnan es caracteritza per la seva topografia càrstica i les seves valls encaixonades.

### L'est de poca altitud
A banda de la mitja muntanya del sud-est (Fujian), les regions costaneres consisteixen en planes i pujols baixos, aptes per a l'agricultura i amb una alta densitat humana. És en aquesta regió on els tres principals rius xinesos desemboquen en el mar, formant deltes. La costa sud és més retallada que la nord.

## Deserts

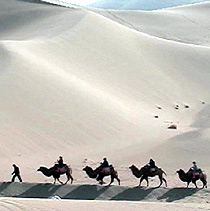
Vista de les dunes del desert de Kumtag.

L'àrea ocupada per deserts és d'1.095.000 km², l'11,4% del país, amb 637.000 km² de deserts de sorra i 458.000 km² de deserts pedregosos. Els deserts es troben principalment al nord-oest i al nord, a les províncies de Xinjiang, Qinghai, Gansu, Mongòlia Interior i Shaanxi. La zona de desert a Xinjiang és la més gran, amb deserts de sorra i pedra, que suposen al voltant del 60% de la superfície del desert de tot el país. Aquestes zones estan situades lluny de la costa i tenen un típic clima continental, caracteritzat per la sequera, l'escassetat de precipitacions, la llum del sol constant, les fluctuacions extremes de temperatura i la freqüència de forts vents. Els principals deserts són:
- Desert de Taklamakan, situat al sud de les muntanyes Tian Shan i al centre de la conca del Tarim, a Xinjiang. La seva longitud és de 1.000 km, la seva amplària de 400 km i la seva superfície de 327.000 km². No només és el desert més gran de la Xina, sinó també un dels més grans del món.
- Desert de Lop Nor, situat també al sud de les Tianshan i a l'extrem oriental de la conca del Tarim, a Xinjiang. Té una superfície d'uns 50.000 km².
- Desert de Gurbantunggut, situat en el centre de la conca de Junggar, al nord de Xinjiang, amb una superfície de 47.300 km². La seva precipitació anual aconsegueix 70–150 mm, per la qual cosa no és tan sec com el desert de Taklimakan.
- Desert de Badain Jaran, situat a la part sud-oest de les banderes d'Alxa, a l'oest de la regió autònoma de Mongòlia Interior, al centre de la zona del desert d'Alxa, amb una superfície de 47.100 km². Les dunes formen el 83% de la superfície total. Hi ha 144 petits llacs, es troben dispersos per les grans planes entre les muntanyes de sorra. L'aigua és molt salada i el seu contingut mineral és alt. No obstant això, a la vora d'algunes d'aquestes conques es produeix aigua dolça potable.
- Desert de Tengger, situat a la regió sud-est de Mongòlia Interior, amb una superfície de 36.700 km². A la seva conca es troben dispersos pantans, que representen el 7% de la seva superfície total, així com pujols, valls i planes. Hi ha 422 conques de llacs, grans i petits, dels quals 251 tenen aigua que pot ser utilitzada per a la transformació del desert.
- Desert de Mu Us, situat a la part nord de la província de Shaanxi, al nord de la Gran Muralla Xinesa i a la part sud de Mongòlia Interior. La seva superfície és de 25.000 km². La precipitació anual arriba a 250–440 mm aquí, per la qual cosa aquesta zona és rica en aigües superficials i subterrànies, que preveu una bona i variada vegetació.

Hi ha altres deserts importants, com el desert de Horqin, de 24.600 km², a la part oriental de Mongòlia Interior; el desert de Kumtag, de 19.500 km², al sud-est del desert de Lop Nor, a Xinjiang; el desert d'Ulanbuh, de 10.300 km², a la part oriental del desert d'Alxa, a Mongòlia Interior i limita a l'est amb el riu Groc; o la zona desèrtica de la conca de Qaidam, a la província de Qinghai, que cobreix una àrea de 33.100 km².

## Hidrografia
El territori xinès es divideix en dues zones. A l'oest una zona endorreica, que abasta 1/3 del territori xinès, amb una hidrografia que no desemboca en el mar, i una zona exorreica, a l'est, que abasta els 2/3 del territori. Hi ha a la Xina prop de 50.000 rius amb una conca de més de 100 km² i més de 2.800 llacs de més d'1 km².
A la zona endorreica hi ha 3 grans conques principals. La conca de l'alt Tibet amb 1.000.000 de km² que comprèn el 0,1% del cabal xinès. La conca de Xinjiang, de 2.000.000 km² i el 0,3% del cabal de la Xina. Finalment, la zona occidental de Mongòlia, amb 400.000 km², és el desert de Gobi i no existeixen corrents permanents.
L'àrea exorreica té diverses conques principals. Es troba la conca del riu Amur, que abasta una àrea d'1.000.000 km² i drena el 7% de tot el cabal xinès, té 3 afluents principals. La Xina del Nord té 650.000 km². Amb uns cabals febles, però amb crescudes extremadament brutals degudes a la concentració de les precipitacions que es produeixen en només dos mesos. Rècord del món de turbidesa. La xarxa del sud-est de 200.000 km². Els cursos dels rius són forts, però són curts. Amb gran alimentació (monsons, tifons) tenen un considerable cabal però amb una turbidesa menor que al nord. La xarxa del sud, té un gran riu, el Xi Jiang, que neix a Yunnan i va a desembocar al riu Perla. Amb una conca dues vegades menor que la del riu Groc, però que té un cabal 5 vegades major, a l'estiu el cabal pot arribar als 50.000 m³/s. Aquest és un dels rius menys perillosos de la Xina. La xarxa del sud-oest es compon dels rius que neixen al Tibet i que, a continuació, flueixen cap a l'Índia i cap a la península d'Indoxina. Els rius discorren encaixonats i són alimentats pel monsó de Bengala i el desglaç.

### Rius

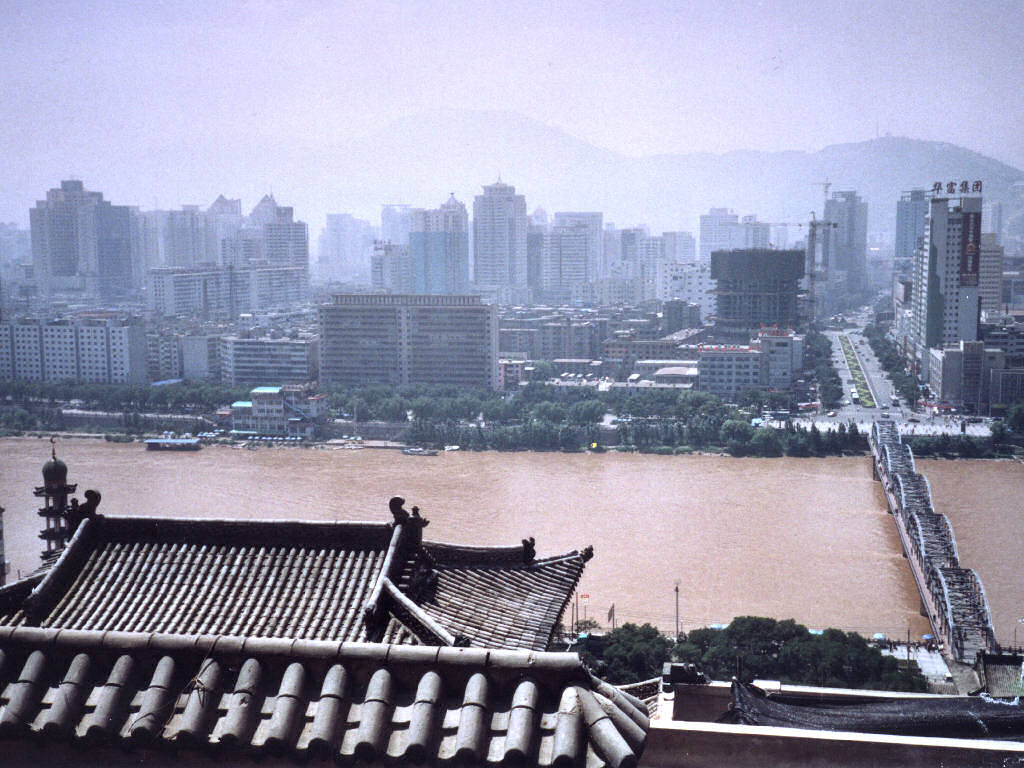
El riu Groc a Landzhou.

El Yangtze és el riu més llarg de la Xina, el tercer riu més llarg del món després del Nil i de l'Amazones. És navegable a la major part del seu recorregut i en ell es troba la presa de les Tres Gorges. Neix al Tibet i recorre 6.300 km travessant el centre de la Xina, drena una conca d'1,8 milions de quilòmetres quadrats abans de desembocar al mar de la Xina. La conca de Sichuan, té un clima temperat i humit i una llarga temporada de creixement, per la qual cosa és propici per a nombrosos cultius. La província és una important productora de seda i una important regió minera i industrial.
El riu Groc (Huang He) té el seu origen a l'altiplà tibetà, de seguida flueix a través de les planes del nord de la Xina, centre històric de l'expansió de la cultura xinesa. Els seus sòls al·luvials molt rics han estat conreats des de la prehistòria. La plana és una continuació de la plana de Manxúria cap al sud-oest, malgrat que està separada pel Mar de Bohai.
El riu Hai com el riu Perla i altres grans rius, corre d'oest a est. El seu curs, aigües amunt, es forma amb fins a cinc rius que conflueixen a Tianjin. A continuació, recorre 70 km abans de desembocar al mar de Bohai. El riu Huai neix a la província de Henan i alimenta diversos llacs abans de desembocar al Yangtze, a prop de Yangzhou.

### Mars
Les aigües territorials xineses són principalment els mars de l'Oceà Pacífic que banyen al voltant de 5.000 illes al llarg dels 14.000 km de costa. La costa és rocosa, principalment al sud de la Badia de Hangzhou, més sorrenca al nord.

## Clima

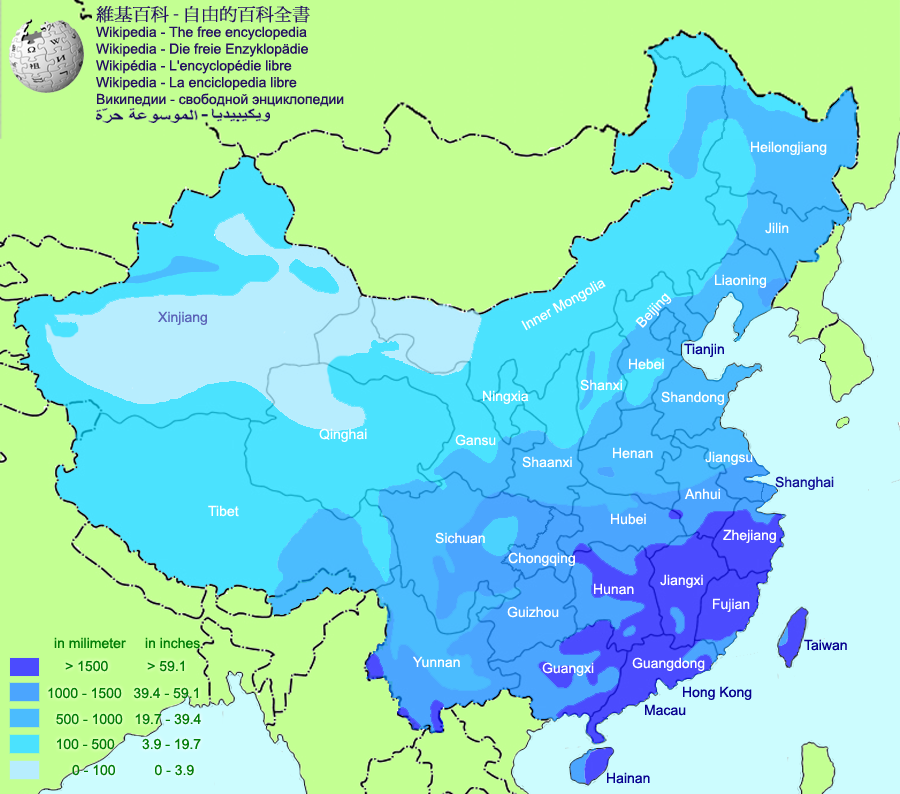
Mapa de precipitacions anuals de la Xina.

El clima de la Xina és molt variat, clima subtropical (de vegades anomenat «clima xinès») a la part sud (de l'illa de Hainan a Shanghai) fins al subàrtic del nord (província de Heilongjiang), i marcat pel monsó. És el monsó el responsable d'una gran part de la pluja rebuda per les diferents regions del país. La distribució de la població de la Xina està relacionada amb les zones climàtiques.
Si la diferència de temperatura entre el nord i el sud és molt elevada a l'hivern, és molt menor a l'estiu. Així doncs, la màxima mitjana al gener és inferior a 0 ° al nord de Heilongjiang i la temperatura pot baixar fins a - 30 °C. Les mitjanes del mes de juliol superen els 20 °C. En comparació, la mitjana de gener és superior a 10 °C en el centre i al sud de Canton arriben a 28 °C al juliol. La costa sud-est està molt exposada a risc d'huracans de juliol a setembre. Aquestes tempestes tropicals provoquen cada any importants desastres causats per violents vents i per inundacions.
Les variacions regionals de les precipitacions són més importants que les de les temperatures. Al sud de les muntanyes Qinling, les precipitacions són abundants, especialment durant el monsó d'estiu. El nord-est, no obstant això, és molt més sec a causa de la presència d'un anticicló a l'hivern. En el centre-nord, el desert de Gobi és considerat un desert fred i sotmès a tempestes de sorra. Al nord-oest, el desert de Taklamakan és un desert on l'agricultura és possible només als oasis. Al sud-oest, les terres altes del Tibet també són bastant seques, a causa de la barrera de l'Himàlaia que bloqueja l'aire humit procedent del sud.

## Recursos naturals

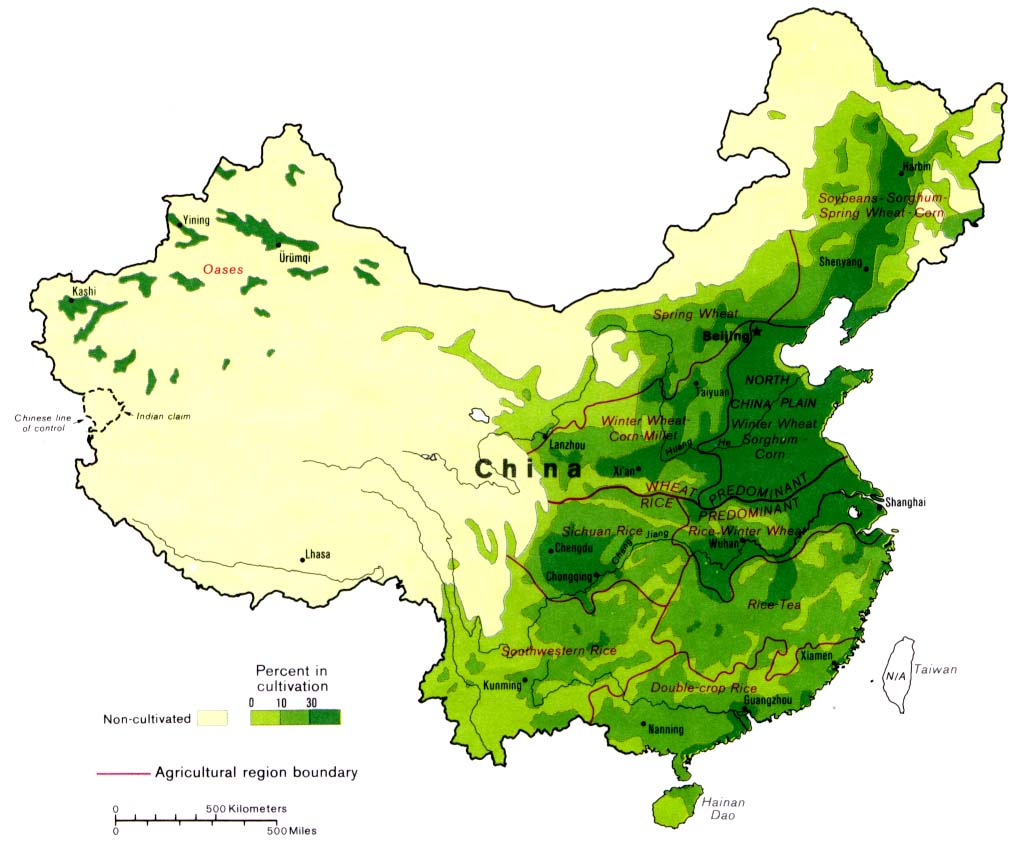
Mapa de la superfície conreada de la Xina.

Els principals recursos naturals de la Xina són: carbó, mineral de ferro, petroli, gas natural, mercuri, estany, tungstè, antimoni, manganès, molibdè vanadi, magnetita, alumini, plom, zinc, urani, energia hidroelèctrica.
L'explotació de la terra:
- Les terres cultivables: 14%;
- Cultius permanents: 0%;
- Pastures permanents: 43%;
- Els boscos: 14% (est. 1993).

Els recursos d'aigua ascendeixen a 2.711,5 milions de metres cúbics en els rius i 828,8 milions extrets de les capes subterrànies. El total de recursos disponibles és de 2.821,4 milions de metres cúbics dels quals el 80,9% es troben a la conca del Riu Yangtze. El 1993, 498.720 km² eren terres de regadiu.

## Desastres naturals

### Ciclons
Els huracans són freqüents, cinc cada any, de mitjana, al llarg de les costes orientals i meridionals, i causen inundacions en combinació amb les pluges del monsó.

### Urbanització
La Xina s'enfronta a un massiu èxode rural provocat per la industrialització de l'agricultura, aquest èxode ha augmentat el nombre d'habitants de les ciutats dels 77 milions el 1953 a 190 milions el 1980 i 470 milions el 2000 a uns 650 milions el 2008 (inclosa una «població flotant» de 150 milions de treballadors emigrants).
S'han creat 246 nous pobles a partir de 1990 fins al 2008, i estan previstes 400 noves ciutats abans de l'any 2020 per acollir els nous camperols arribats a la ciutat. Antigues ciutats, com Shenzhen o Chongqing han superat els 10 milions d'habitants. Entre les 89 ciutats xineses de més d'un milió d'habitants, 49 han estat creades entre finals del decenni de 1980 i el 2008. Només el 45% dels ciutadans xinesos vivien en ciutats el 2008, però aquesta taxa serà del 60% el 2020, d'acord amb els estudiosos que creuen que l'èxode rural arribarà als 300 milions d'habitants a les ciutats. Està en desenvolupament un primer projecte de ciutat ecològica per un milió d'habitants.
Aquests fenòmens de periurbanització i d'urbanització s'acompanyen d'un gran desenvolupament automobilístic i de la xarxa de carreteres, fonts de contaminació, de pèrdua d'àrees naturals i agrícoles, així com de fragmentació ecològica del territori.

## Reclamacions de terres i zones administratives especials
La Xina també té fronteres comunes amb dues zones administratives especials: Hong Kong (30 km) i Macau (0,34 km).
Disputes territorials:
- Taiwan;
- Illes Diaoyu (Illes Senkaku en japonès), reclamades pel Japó i la Xina;
- Caixmir;
- Arunachal Pradesh;
- Illes del Mar de la Xina Meridional (illes Spratly i illes Paracel).